# Ordu
Ordu – miasto w Turcji, położone nad Morzem Czarnym. Siedziba władz prowincji Ordu. Znane było w starożytnej Grecji pod nazwą Κοτύωρα (Kotyora).

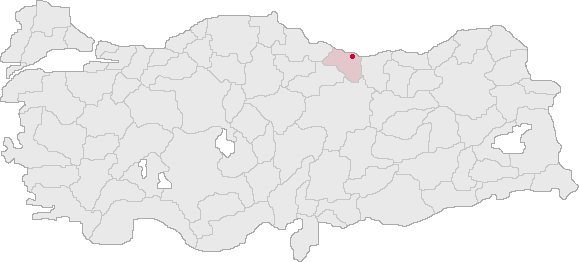
Położenie miasta i prowincji Ordu

Według danych na rok 2014 miasto zamieszkiwało 195 817 osób, a całą prowincję ok. 741 371 osób. Gęstość zaludnienia w prowincji wynosiła ok. 150 osób na km².